# No Smoke
No Smoke è un singolo del rapper statunitense YoungBoy Never Broke Again pubblicato il 3 agosto 2017.

## Descrizione
È al 3º posto fra i brani migliori nel 2017 per la rivista The Fader.

## Tracce
1. No Smoke – 2:43